# SNCASE SE.161
SNCASE SE.161 – francuski czterosilnikowy samolot pasażerski zaprojektowany w okresie międzywojennym przez francuską firmę SNCASE. Samolot SNCASE SE-161 był pierwszym samolotem czterosilnikowym pasażerskim użytkowanym przez Polskie Linie Lotnicze LOT.

## Projekt
Projekt samolotu czterosilnikowego samolotu transportowego MB 161 o dużym zasięgu powstał we francuskiej firmie Société Nationale des Constructions Aéronautiques du Sud-Ouest (SNCASE) w 1937 r. Projekt bazował na wersji Bloch MB-160 od której różnił się modyfikacją płatowca oraz zastąpieniem silników Hispano Suiza silnikami Gnome-Rhône. Samolot miał być przeznaczony do lotów w Afryce (33 pasażerów lub 20 miejsc sypialnych) oraz pomiędzy kontynentami, przez Atlantyk (16 pasażerów). Projekt samolotu o nazwie Bloch MB-161  przewidywał użycie 4 francuskich silników gwiazdowych Gnome-Rhône 14N38/N39 (moc startowa 662 kW). Prototyp oblatano 15 grudnia 1939, jednak ze względu na wybuch II wojny światowej nie podjęto uruchomienia produkcji samolotu komunikacyjnego. W czerwcu 1940 wojska niemieckie zajęły Francję. Niemieckie władze okupacyjne podjęły dalsze testy prototypu pod nazwą Bloch MB.162 na terytorium francuskim kontrolowanym przez francuski rząd Vichy. Główny konstruktor samolotu Marcel Bloch, odmówił współpracy z Niemcami, z powodu czego został aresztowany 5 października 1940. Prace badawcze nad prototypem podjęto dopiero w lutym 1942 pod nadzorem inżynierów niemieckich, prototyp ten otrzymał oznaczenie SNCASO SO-161. Prototyp ten później został zarekwirowany i przewieziony do Niemiec, gdzie był użytkowany przez Luftwaffe (do maja 1944). 

## Konstrukcja
SNCASE SE.161 to czterosilnikowy samolot pasażerski i transportowy w układzie dolnopłatu z chowanym podwoziem. Posiadał konstrukcję półskorupową, całkowicie metalową, był to dolnopłat z pojedynczym płatem skrzydła czterodzielnego, dwuźwigarowego. Skrzydło posiadało ponadto: lotki (metalowe) wyposażone w klapki wyważające, klapy szczelinowe oraz podwójne usterzenie ogonowe. Posiadał podwozie trójkołowe, chowane koła podwozia głównego oraz koło sterowane, z tyłu kadłuba tzw. koło ogonowe. Jednostki napędowe to cztery silniki gwiazdowe Gnome-Rhône: na lewym skrzydle silniki prawoobrotowe 14N39 oraz na prawym skrzydle lewoobrotowe 14N38, silniki umieszczone w gondolach na krawędziach natarcia skrzydeł. Silniki wyposażono w śmigła metalowe, trójłopatowe, samonastawne o średnicy 3,8 m. W skład załogi wchodzili: pilot (kapitan samolotu), drugi pilot który pełnił także funkcję nawigatora, radiooperator, inżynier pokładowy oraz steward. Przedział pasażerski składał się z 33 foteli (trzy rzędy po 11 miejsc) dla pasażerów, posiadał ponadto dwie toalety oraz bufet (linie Air France w 1951 wprowadziły wersję z 44 miejscami). Samolot zabierał 1000 kg bagażu (trzy bagażniki umieszczone pod podłogą oraz jeden w tyle kadłuba, za kabiną pasażerską).

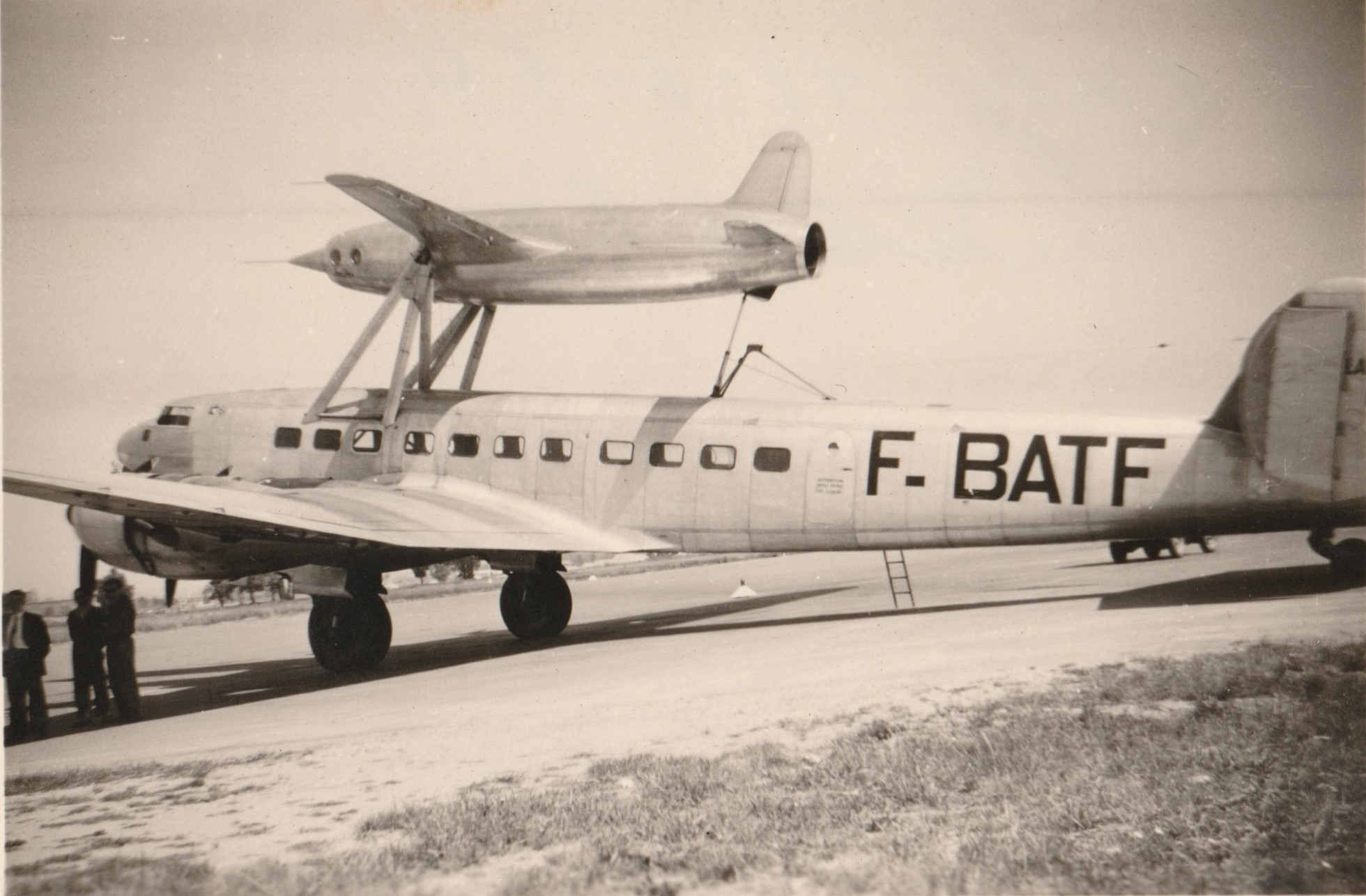
Samolot doświadczalny Leduc 010 na grzbiecie SE.161 Languedoc

## Wersje
- SNCASE SE.161 Languedoc - prototyp, silniki: 2x Gnome-Rhône 14N-38 (moc 900 KM, 670 kW), 2x Gnome-Rhône 14N-39)
- SNCASE SE.161/1 - wersja produkcyjna, silniki: 2x Gnome-Rhône 14N-44 (moc 1150 KM, 860 kW), 2x Gnome-Rhône 14N-45
- SNCASE SE.161/1 Languedoc B-2 - wersja zamówiona przez PLL LOT, silniki Gnome-Rhône (14N-54, 14N-55 oraz później 14N-68, 14N-69s)
- SNCASE SE.161/P7- wersje napędzane silnikami: 4x Pratt & Whitney R-1830 (1220 KM,910 kW)

## Produkcja
Luftwaffe zamówiła 20 samolotów, a dalsze 10 egz. dla linii lotniczych Lufthansa. Produkcja seryjna została uruchomiona w zakładach SNCASE w Tuluzie. Jednak sabotaże przeprowadzane przez francuskich robotników w zakładach powodowały opóźnienie produkcji, ostatecznie lotnictwo RAF wykonało kilkakrotnie naloty bombowe na zakłady w Tuluzie, 10 marca 1944 oraz  5 kwietnia, wskutek czego do końca wojny nie dostarczono ani jednego egzemplarza samolotu. Po zakończeniu wojny francuskie linie lotnicze Air France chciały zakupić samoloty Douglas DC-4, które były znacznie nowocześniejsze od krajowego SNCASE SE-161, jednak francuskie Ministerstwo Lotnictwa postanowiło ostatecznie  zamówić 125 egzemplarzy francuskich samolotów SE-161, w tym 40 egz. dla  Air France. Wznowiono produkcję zmodyfikowanej wersji o oznaczeniu SNCASE SE-161 "Languedoc". Pierwszy egzemplarz seryjny samolotu SE-161.1 "Languedoc" wystartował 17 września 1945  roku. Samolot  wyposażono w mocniejsze silniki w porównaniu do prototypu (francuskie Gnôme-Rhône 14N-54/55 o mocy 846 kW każdy). Podczas produkcji seryjnej w latach 1946-1949 zbudowano 100 egzemplarzy tego samolotu.

## Historia użytkowania
Pierwsze samoloty SE-161 rozpoczęły loty trasie Paryż-Algier w liniach Air France w maju 1946, następnie w lipcu latały na trasach: Paryż-Oran-Casablanca i Paryż-Marsylia oraz z Paryża do innych największych miast w Europie.
W czasie  eksploatacji SE-161 załogi samolotów zgłaszały problemy techniczne  i awarie związane z podwoziem i systemem przeciwoblodzeniowym, silnikami które miały opinie bardzo awaryjnych, oraz posiadały krótki okres międzyremontowy. We wrześniu 1946 roku podjęto decyzję  o wymianie silników w tych samolotach, Air France wymieniło na swoich samolotach silniki Gnôme-Rhône na amerykańskie Pratt & Whitney R-1830. Samoloty z nowymi silnikami oznaczono jako wersję SE-161.P7, ponadto w tej wersji poprawiono system ogrzewania kabiny, zmodernizowano system przeciwoblodzeniowy, zwiększono liczbę miejsc dla pasażerów z 33 na 44. Podwozie ulegało kilkakrotnie modyfikacjom, jednak dopiero po modyfikacji w 1951 roku osiągnięto już dobrą niezawodność i poprawę działania. Największymi użytkownikami tych samolotów były: francuskie linie lotnicze Air France (40 samolotów), siły powietrzne Francji Armée de l’air, Francuska Marynarka Wojenna. W 1949 Air France stopniowo zaczęło wycofywać samoloty SE-161 z eksploatacji. Wycofane samoloty zakupiły linie lotnicze Air Liban z Libanu, Misrair z Egiptu i Aviaco z Hiszpanii. Ostatni samolot użytkowany w liniach Air France wycofano w 1954 roku, natomiast francuskie lotnictwo wojskowe używało tych samolotów do 1965 r. Jeden z egzemplarzy SNCASE SE-161 służył jako nośnik dla francuskiego samolotu doświadczalnego Leduc 010 z silnikiem strumieniowym podczas prób w locie. 

## SNCASE SE-161/1 w służbie PLL LOT
Pięć nowych  samolotów SNCASE SE-161/1 wyeksportowano do Polski, w maju 1947 zastały zakupione przez Polskie Linie Lotnicze LOT. Pierwsze trzy egzemplarze dostarczono do Polski 5 lipca 1947, otrzymały polskie znaki rejestracyjne: SP-LDA, SP-LDB, SP-LDC, pierwszy z nich do Polski dostarczył pilot Włodzimierz Gedymin. W październiku dostarczono następny egzemplarz (SP-LDD), a piąty (SP-LDE) dotarł na początku 1948 roku. Od sierpnia 1947 rozpoczęły loty na trasach międzynarodowych: Warszawa – Paryż, Warszawa – Belgrad (przez Budapeszt). Po serii awarii i incydentów lotniczych samolotów SNCASE SE-161 które latały w PLL LOT, dyrekcja LOT zawiesiła loty wszystkich swoich samolotów SE-161/1 i zaproponowano producentowi wymianę silników na amerykańskie Pratt-Whitney R-1830, które były montowane w tych samolotach dla linii lotniczych Air France. Plany LOTu obejmowały zakup 10 samolotów, jednak jednak ze względu na częste awarie tych samolotów zrezygnowano z zakupu dalszych egzemplarzy. Po tych awariach LOT wycofał wszystkie samoloty z eksploatacji. Do wymiany silników przez producenta nie doszło, jednym z powodów prawdopodobnie była eskalacja napięć dyplomatycznych pomiędzy Francją i Polską. W 1949 Urząd Bezpieczeństwa dokonał aresztowania podejrzanych o szpiegostwo osób w Polsce. Śledztwo dotyczyło tzw. francuskiej siatki szpiegowskiej (tzw. Sprawa Robineua). 31 października 1947 pod zarzutem sabotażu i szpiegostwa aresztowano między innymi dyrektora technicznego PLL LOT Eugeniusza Rolanda, który został oskarżony przez Sąd Wojskowy. Sprawą zakupu złej jakości samolotów prawdopodobnie obarczono kierownictwo PLL LOT, w tym dyrektora naczelnego PLL LOT Wojciecha Zielińskiego, inż. Kazimierza Dzwonkowskiego (rozprawa sądowa odbyła się w 1949 roku w Sądzie Wojskowym), oraz przedstawiciela francuskiej firmy SNCASE Wacława Litwinowicza. Samoloty te w PLL LOT wylatały niespełna 200 godzin, SP-LDA (161 godzin), SP-LDB (174 godziny), SP-LDC (85 godzin), SP-LDD (3 godziny). Ostatecznie wiosną 1950 roku skasowano cztery samoloty SNCASE SE-161, piąty SP-LDA po awaryjnym lądowaniu na terenie Francji nie został odebrany przez LOT z zakładów SNCASE.

## Awarie, problemy techniczne
Według opinii polskich pilotów samolot ten był trudny w sterowaniu, nawet przy spokojnej pogodzie bujał się na boki, sterowanie było trudne i męczące, ciężko reagował na stery, trudno było wyprowadzić samolot z zakrętu. Hamulce podwozia tego samolotu miały sterowanie pneumatyczne co było powodem częstych awarii, jedna z awarii hamulców była przyczyną wypadku lotniczego, zderzenia samolotu SE-161 z innym samolotem na lotnisku we Francji. W Sztokholmie w samolocie SE-161 (PLL LOT), wystąpiła awaria, brak hamowania podwozia samolotu na pasie startowym, samolot wydłużał dobieg, w konsekwencji samolot nie mógł wyhamować przed końcem pasa startowego i groziło mu wpadnięcie do morza. Pilot wyłączył silniki aby zwiększyć szansę wyhamowania samolotu, samolot zatrzymał się na samym końcu pasa startowego. Po tym incydencie lotniczym szwedzkie władze lotnicze zakazały lądowania samolotów SNCASE SE-161 PLL LOT w Sztokholmie, LOT na tę trasę skierował samoloty DC3 „Dakota". Inna awaria również niemal doprowadziła do katastrofy 31 maja 1948, gdy podczas lotu w samolocie SP-LDA na trasie Warszawa-Paryż przestał działać jeden silnik, po 40 minutach lotu drugi silnik także uległ awarii, samolot z trudem kontynuował lot na dwóch sprawnych silnikach, najbliższe lotnisko znajdowało się w odległości 100 km (20 minut lotu). Jednak po awarii trzeciego silnika pozostał sprawny tylko czwarty silnik, samolot stopniowo tracił wysokość, pilot wiedział, że prawdopodobne jest lądowanie awaryjne poza lotniskiem. Tylko dzięki doświadczeniu kapitana samolotu Wiktora Pełki samolot awaryjnie lądował na małej łące w miejscowości Gueux na terenie Francji, nikt nie zginął, samolot uległ uszkodzeniu, nadawał się jednak do remontu.